# 利廖
利廖（義大利語：Lirio），是意大利帕维亚省的一个市镇。总面积1.73平方公里，人口145人，人口密度83.8人/平方公里（2009年）。国家统计（ISTAT）代码为018082。